# Benelli
Pour les articles homonymes, voir Benelli (homonymie).
Ne doit pas être confondu avec Benelli Armi SpA.
 (avril 2021).
Si vous disposez d'ouvrages ou d'articles de référence ou si vous connaissez des sites web de qualité traitant du thème abordé ici, merci de compléter l'article en donnant les références utiles à sa vérifiabilité et en les liant à la section « Notes et références ».
Benelli est une entreprise de construction mécanique (constructeurs de motocyclettes) italienne basée à Pesaro, dans les Marches et propriété du groupe chinois Qianjiang Motorcycle.
Benelli Armi SpA était la division arme du groupe, qui a été reprise par Beretta en 1983.

## Historique de la société

### Création

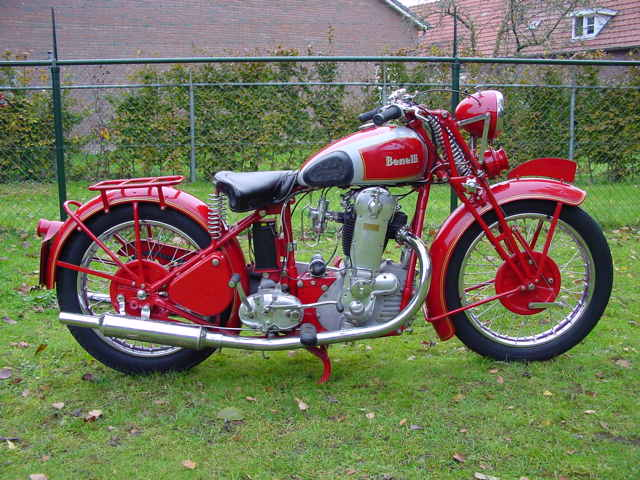
Benelli 4 TN 500cc 1935.

Benelli est fondée en 1911 à Pesaro par une mère (Teresa Benelli) et ses fils Giuseppe, Giovanni, Francesco, Filippo, Domenico et Antonio dit « Tonino ». Teresa Benelli désirait que ses fils aient un emploi sain. Elle mit donc toutes les économies de la famille pour fonder le « Garage Benelli », un atelier de réparation de voitures et de motos. Devant la difficulté à se fournir en pièces pour réparer, ils décident de fabriquer ces pièces et acquièrent une certaine notoriété.
En 1920, l'entreprise produit son premier moteur, un 75 cm3 qui s'adaptaient sur un cadre de bicyclette. En 1921, elle construit sa première motocyclette appelée Motoleggera, avec un moteur de 98 cm3, immédiatement appréciée du public. L'engouement fut tel qu'elle fut décliné en version 150 et 175 cm3. Cette dernière connaîtra le succès dans le championnat d'Italie en 1927, 1928, 1930 et 1931, aux mains de Tonio. Sa carrière fut malheureusement brève, un accident y mit fin en 1932.
En 1936, les techniciens mettent au point une 250 qui connut un grand succès commercial et sportif. En 1939, Ted Mellors remporte le Tourist Trophy au guidon d'une Benelli.

### Après-guerre

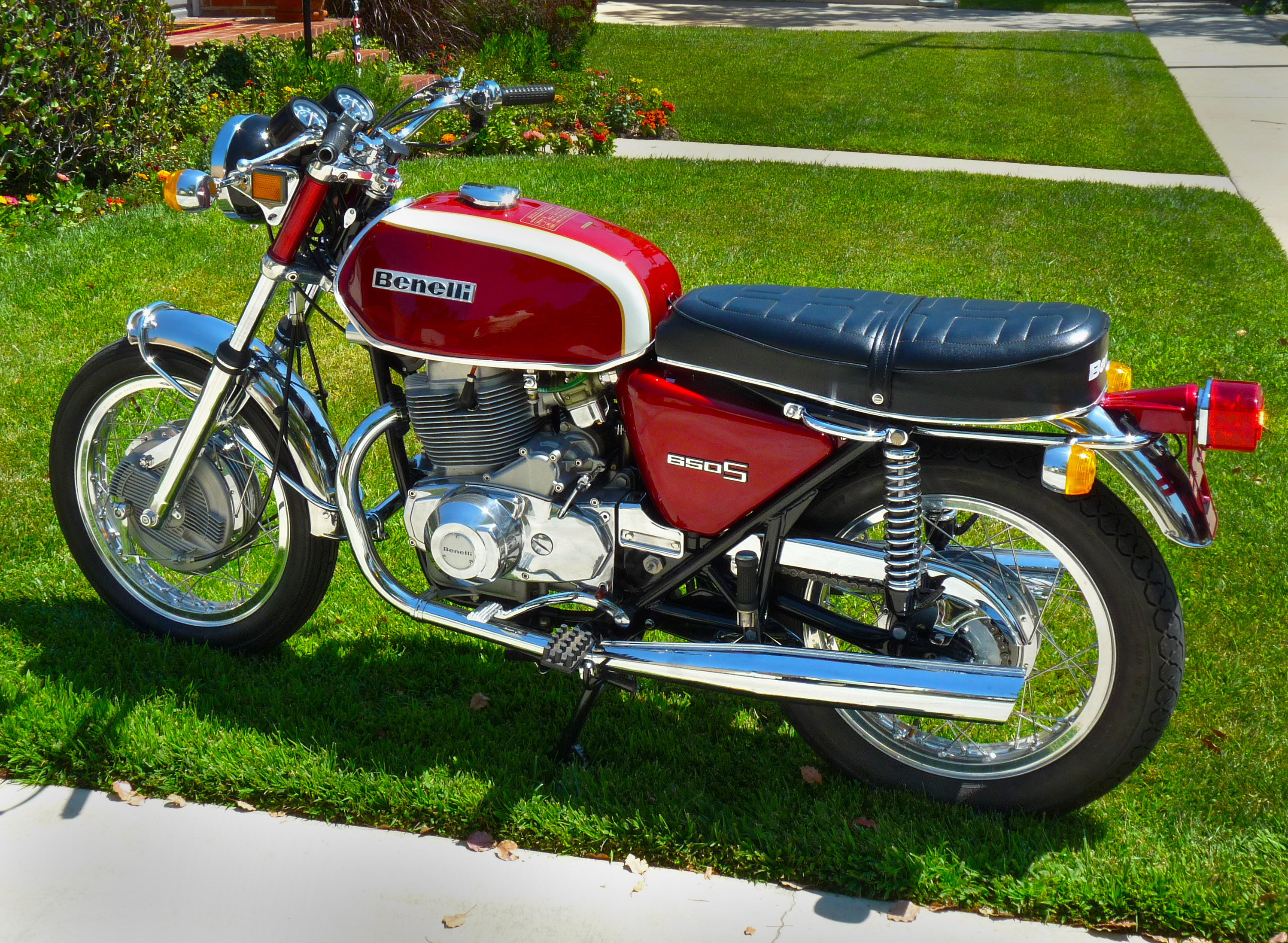
Benelli Tornado 650S.

Après la Seconde Guerre mondiale, pendant laquelle l'usine est complètement détruite, les six frères Benelli mettent au point le Leoncino 125. Ce modèle fait renaître l'entreprise, aussi bien sur le plan commercial que sportif. Tarquinio Provini et Renzo Pasolini firent partie de l'écurie Benelli.
En 1949, le torchon brûle entre Giuseppe Benelli et ses frères. Il décide donc de fonder sa propre firme : Motobi. En 1962, Benelli rachète Motobi. Dario Ambrosini mène la marque à la victoire en 1950, mais se tue aux essais du Grand Prix de France en 1951. En signe de deuil l'usine Benelli se retire et ne reviendra en GP que de nombreuses années plus tard.
À la fin des années 1960, la marque présente la Tornado 650. En 1969, Benelli est sacré champion du monde 250 avec Kel Carruthers et remporte le Tourist Trophy de l'île de Man.

### Années 1970 à 1990

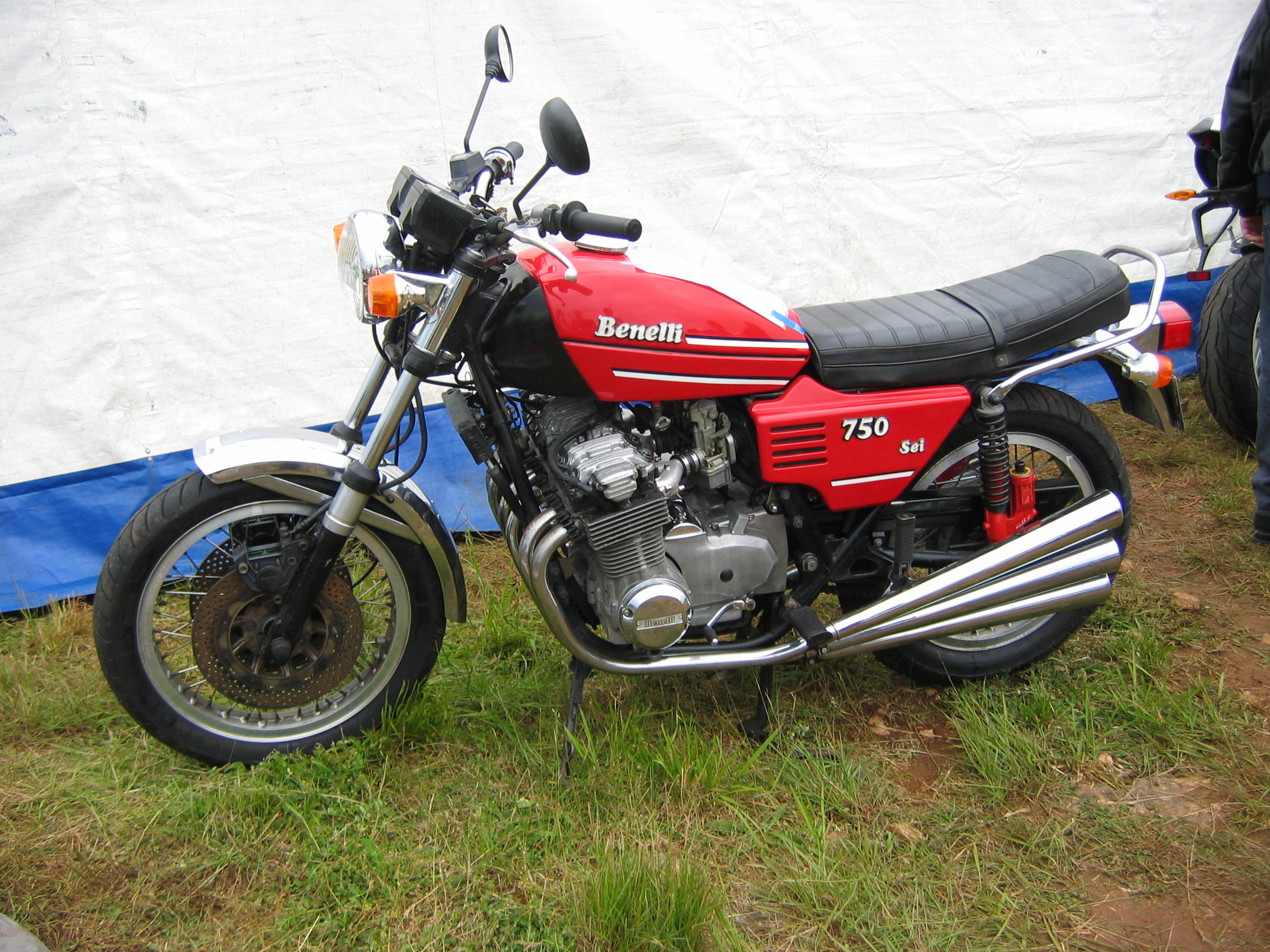
Benelli 750 Sei.

Au début des années 1970, Benelli est dans la tourmente et est racheté par Alejandro de Tomaso, le propriétaire de l'entreprise automobile De Tomaso. Il insuffle un vent nouveau et met sur les rails la gamme des Benelli Sei (« Sei » pour six cylindres, 750 cm3 et 900 cm3). Il apprend à la marque à rationaliser la production et crée les 354 et 500 Quattro, reprenant de nombreuses pièces Honda.
Jusqu'aux début des années 1980, la concurrence des constructeurs japonais oblige la marque à se concentrer seulement sur les véhicules de petite cylindrée. Une 250 deux-temps bicylindre sera commercialisée en partenariat avec Moto Guzzi. Elle sera baptisée 250 2C. Son homologue Moto Guzzi recevra, elle, le nom de 250 TS.

### Renaissance dans les années 2000

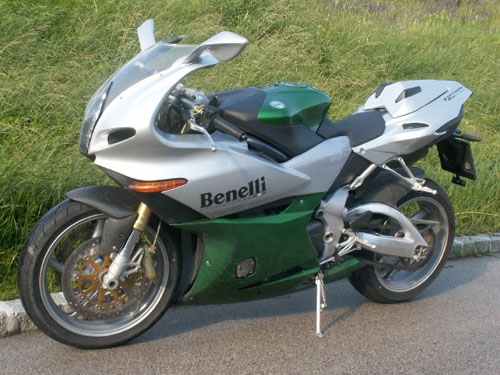
Benelli Tornado Tre 900 (2003).

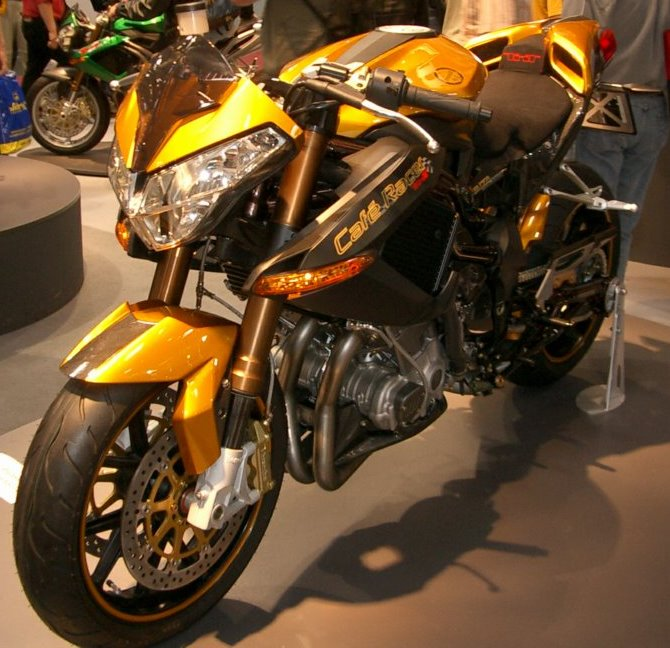
Benelli TNT Café Racer 1130 (2004).

Après une tentative infructueuse de relance en 1989 soutenue par le fabricant de Pesaro Giancarlo Selci. La marque disparait au début des années 1990, mais renaît après le rachat par Andrea Merloni en 1995.
Pour relancer la marque en 2002, les dirigeants choisissent un nom marquant dans l'histoire de Benelli. La Tornado Limited Édition voit le jour, lançant la gamme de supersportive Tornado 900 cm3. Ils élaborent également le roadster TNT 1130.

### Rachat par Qianjiang
Mais la firme va mal. Elle est revendue en 2005. Benelli fait maintenant partie du groupe Qianjiang, une société de Wenling, dans le sud-est de la Chine. Benelli Q.J. est toujours situé à Pesaro, avec les mêmes effectifs dans les mêmes locaux que l'ancien propriétaire Benelli S.p.A.
La Tornado évolue alors et est déclinée en version 1130, la TNT devient Tornado Naked Tre.
En 2011 pour les 100 ans de la marque, des versions Century Racer sont proposées sur les TNT 889 et 1130 avec peinture, badges, selle en alcantara, freins et fourche spécialement personnalisés pour l'événement.
Benelli fait en 2012 une incursion sur le marché moto de l'Inde par le biais d'une coentreprise avec l'indien DSK Group basé à Pune où DSK détient 51 % et Benelli 49 % de la société. L'entreprise a vendu plus de 200 motos haut de gamme dans les 4 premiers mois suivant le lancement. Benelli a lancé six modèles en Inde, dans une large gamme de cylindrées et de prix. Comprenant la Benelli TNT 25 d'entrée de gamme avec un moteur monocylindre de 250 cm3, la Benelli TNT 300 avec moteur bicylindre de 300 cm3, la TNT 600i, la 600GT avec un moteur quatre cylindres de 600 cm3, la TNT 899 avec un moteur à trois cylindres de 898 cm3 et le produit phare TNT R avec 1 131 cm3 à trois cylindres. DSK-Benelli a vendu plus de 3000 unités en Inde sur 18 mois à partir du début des ventes, un tiers d'entre eux étant le moteur à quatre cylindres en ligne 600i, ce qui en fait l'une des marques de motos haut de gamme les plus rapides en Inde.
Benelli est également entré sur le marché iranien étroitement surveillé en 2016 en présentant ses motos au centre de conférence iranien IRIB (nikrun motor pasargad) dans la capitale Téhéran.
En 2013 Benelli commercialise en France le roadster BN600R et l'année suivante la routière BN600GT tous deux animés par un 4 cylindres qui développe une puissance de 82 chevaux et un couple de 55 N m. Ces modèles disparaissent avec la mise en place des normes de pollution Euro 4.
En 2018, Qianjiang poursuit le développement de la gamme Benelli avec de nouveaux modèles comme la Benelli Leoncino, le Trail TRK 502. Le power cruiser 502C apparait l'année suivante avec le même moteur bicylindre parallèle de 499,77 cm3 de même que la Benelli Imperiale 400.

## Gamme
Gamme scooter
- Pepe 50, Pepe 50 LX

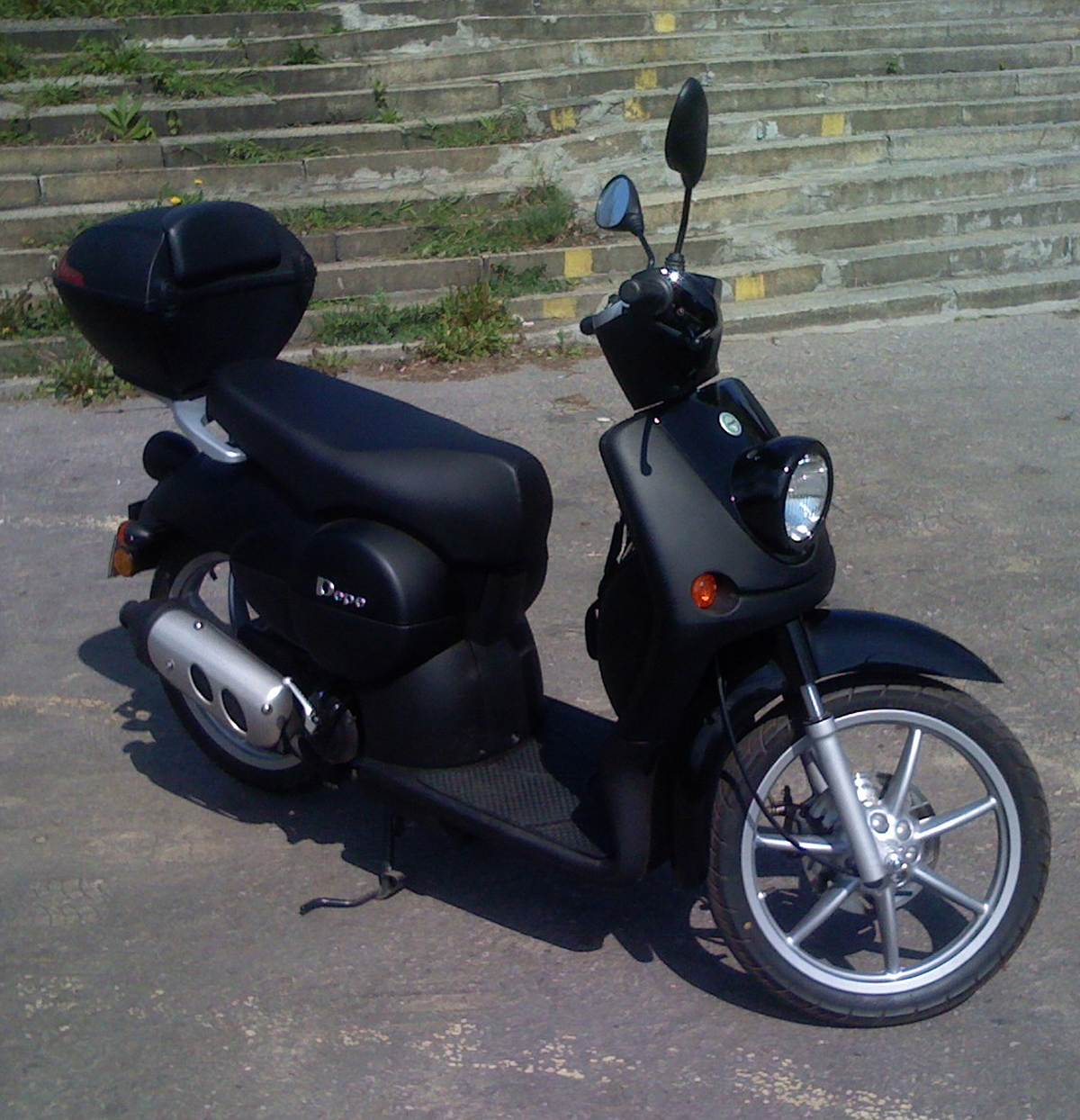
Benelli Pepe (2009).

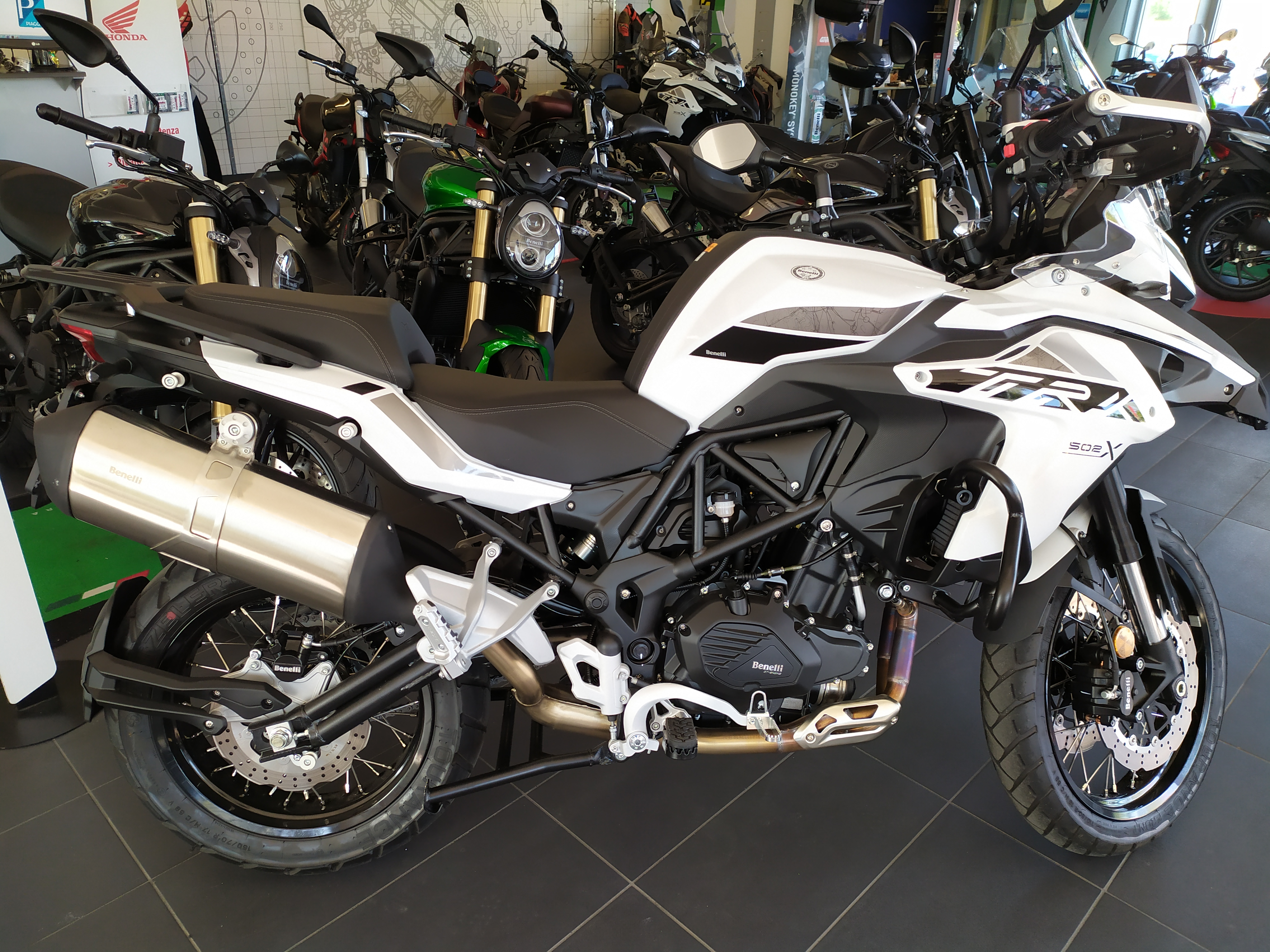
TRK X (2018).

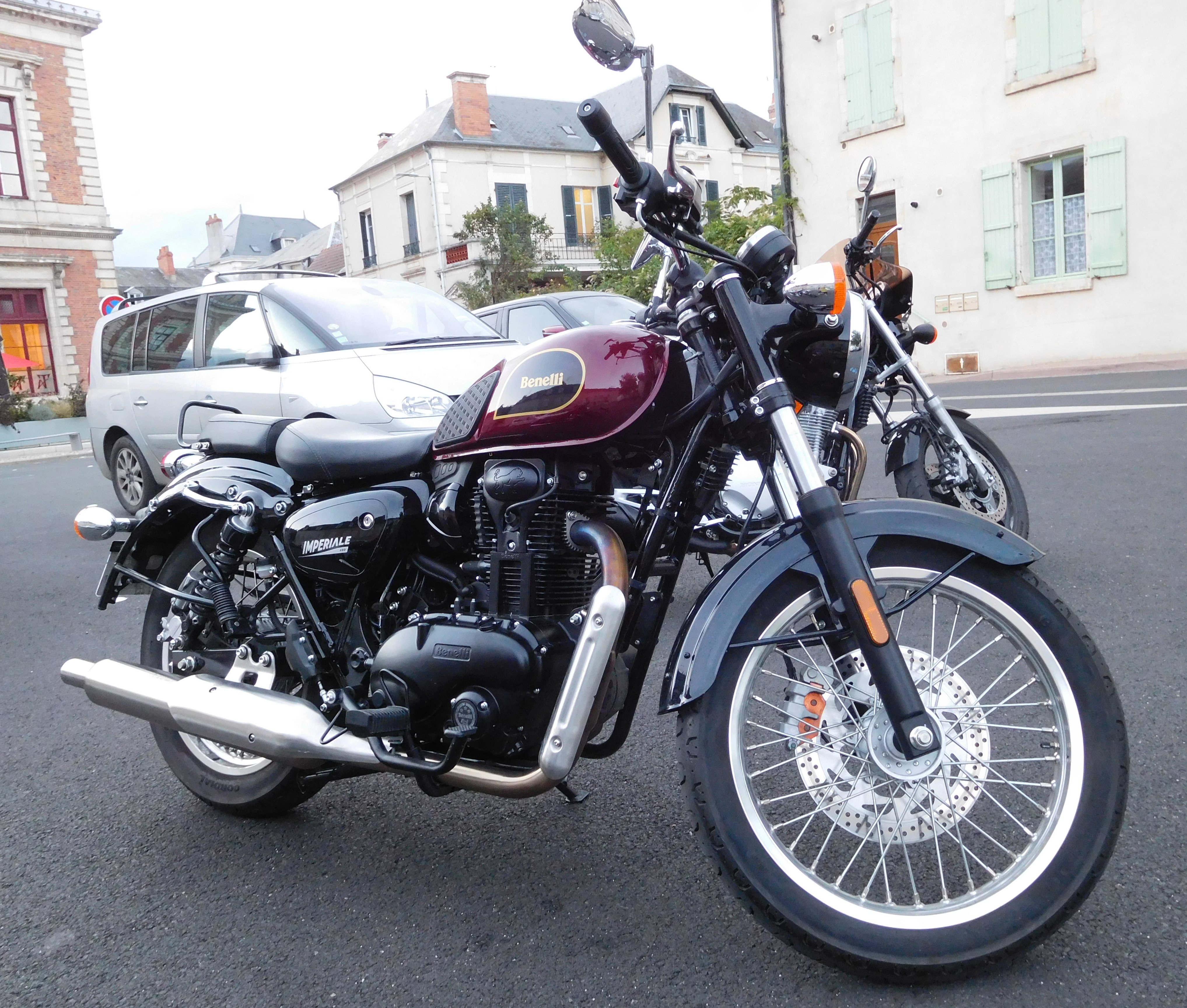
Benelli Imperiale 400 (2019).

- Velvet 125, Velvet 150, Velvet 250.x49

Gamme moto
- Tornado Tre 900 et 1130
- TNT, renommée Tornado Naked Tre, 899 et 1130, TNT 125, 135, 250, 300, 600
- Tre 1130 K, Tre 899 K
- BX 449 Cross, 505 Enduro, BX 570 Motard
- 2UE 756

Gamme 2021
- Leoncino 500 (500 cm3, bicylindre, 4 temps 47 ch)
- Leoncino 500T (500 cm3, bicylindre, 4 temps 47 ch)
- TRK 502 (500 cm3, bicylindre, 4 temps 47 ch)
- TRK 502 X (500 cm3, bicylindre, 4 temps 47 ch)
- Tornado Naked T 125 (125 cm3, monocylindre, 4 temps, 11 ch)
- BN125 (125 cm3, monocylindre, 4 temps, 11 ch)
- BN302 (300 cm3, bicylindre, 4 temps, 38 ch)
- 302S (300 cm3, bicylindre, 4 temps, 38 ch)
- 502C (500 cm3, bicylindre, 4 temps, 47 ch)
- 752S (754 cm3, bicylindre, 4 temps, 77 ch)
- Imperiale 400 (374 cm3, monocylindre, 4 temps, 21 ch)